# Кубок Глінки і Грецкі
Кубок Глінки і Грецкі — щорічний юніорський хокейний турнір, присвячений чехословацькому хокеїсту Івану Глінці. Організаторами змагань виступають федерації хокею Чехії та Словаччини.
До 2018 року турнір називався Меморіал Івана Глінки, з того ж року отримав офіційну назву Кубок Глінки і Грецкі та через рік відбувається у Канаді.

## Історія
Вперше турнір, котрий раніше був відомий під назвами Тихоокеанський кубок (Pacific Cup) та Юніорський кубок світу (Junior World Cup), було проведено в 1991 році в Японії. З 1997 року змагання проводяться в Словаччині та Чехії, а з 2002 — в обох країнах одночасно.
З 2006 року турнір проводиться на честь та в пам'ять Івана Глінки, одного з найвідоміших чехословацьких хокеїстів, котрий загинув у 2004-му. З 2012 року попередня назва (Меморіал Івана Глінки) була змінена на Меморіальний кубок Івана Глінки.
В перші роки існування турнір налічував чотирьох учасників, а у 1997 році - лише трьох. Однак поступово кількість команд зростала, і з 2002 року в змаганнях беруть участь вісім найсильніших юніорських збірних світу: Канада, США, Росія, Швеція, Фінляндія, Швейцарія та господарі змагань Чехія та Словаччина.
У сезоні 2018 року Кубок вчергове змінив назву на Кубок Глінки і Грецкі та пройшов в канадському місті Едмонтон.
Турнір 2019 року за традицією відбувся в Словаччині та Чехії. 
За час проведення турніру, найбільших успіхів у ньому досягла юніорська збірна команда «Кленового листа», котра тріумфувала 25 разів (всього змагання проводились 34 рази).

## Призери змагань
| Рік  | Золото                                | Срібло                                | Бронза                                | Місце проведення                      |
| ---- | ------------------------------------- | ------------------------------------- | ------------------------------------- | ------------------------------------- |
| 1991 | СРСР (1)                              | Канада                                | США                                   | Саппоро/Йокогама                      |
| 1992 | Канада (1)                            | Росія                                 | Японія                                | Токіо                                 |
| 1993 | Росія (1/2)                           | США                                   | Канада                                | Йокогама                              |
| 1994 | Канада (2)                            | США                                   | Росія                                 | Мехіко                                |
| 1995 | Росія (2/3)                           | Канада                                | США                                   | Йокогама                              |
| 1996 | Канада (3)                            | США                                   | Фінляндія                             | Нелсон/Каслгар, Британська Колумбія   |
| 1997 | Канада (4)                            | Чехія                                 | Словаччина                            | Їглава/Ждяр-над-Сазавою/Зноймо        |
| 1998 | Канада (5)                            | Чехія                                 | Словаччина                            | Братислава                            |
| 1999 | Канада (6)                            | США                                   | Чехія                                 | Гавличкув-Брод/Тршебич/Зноймо         |
| 2000 | Канада (7)                            | США                                   | Чехія                                 | Кежмарок                              |
| 2001 | Канада (8)                            | Чехія                                 | Росія                                 | Колін/Млада-Болеслав/Німбурк          |
| 2002 | Канада (9)                            | Чехія                                 | Росія                                 | Бржецлав / П'єштяни                   |
| 2003 | США (1)                               | Росія                                 | Чехія                                 | Бржецлав / П'єштяни                   |
| 2004 | Канада (10)                           | Чехія                                 | Швеція                                | Бржецлав/Годонін / П'єштяни           |
| 2005 | Канада (11)                           | Чехія                                 | Фінляндія                             | Бржецлав / П'єштяни                   |
| 2006 | Канада (12)                           | США                                   | Росія                                 | Бржецлав / П'єштяни                   |
| 2007 | Швеція (1)                            | Фінляндія                             | Росія                                 | Бржецлав / П'єштяни                   |
| 2008 | Канада (13)                           | Росія                                 | Швеція                                | Бржецлав / П'єштяни                   |
| 2009 | Канада (14)                           | Росія                                 | Швеція                                | Бржецлав/Годонін / П'єштяни           |
| 2010 | Канада (15)                           | США                                   | Швеція                                | Бржецлав / П'єштяни                   |
| 2011 | Канада (16)                           | Швеція                                | Росія                                 | Бржецлав / П'єштяни                   |
| 2012 | Канада (17)                           | Фінляндія                             | Швеція                                | Бржецлав / П'єштяни                   |
| 2013 | Канада (18)                           | США                                   | Чехія                                 | Бржецлав / П'єштяни                   |
| 2014 | Канада (19)                           | Чехія                                 | США                                   | Бржецлав / П'єштяни                   |
| 2015 | Канада (20)                           | Швеція                                | Росія                                 | Бржецлав / Братислава                 |
| 2016 | Чехія (1)                             | США                                   | Росія                                 | Бржецлав / Братислава                 |
| 2017 | Канада (21)                           | Чехія                                 | Швеція                                | Бржецлав / Братислава                 |
| 2018 | Канада (22)                           | Швеція                                | Росія                                 | Едмонтон                              |
| 2019 | Росія (3/4)                           | Канада                                | Швеція                                | Бржецлав / П'єштяни                   |
| 2020 | скасовано через пандемію коронавірусу | скасовано через пандемію коронавірусу | скасовано через пандемію коронавірусу | скасовано через пандемію коронавірусу |
| 2021 | Росія (4/5)                           | Словаччина                            | Швеція                                | Бржецлав / П'єштяни                   |
| 2022 | Канада (23)                           | Швеція                                | Фінляндія                             | Ред-Дір (Альберта)                    |
| 2023 | Канада (24)                           | Чехія                                 | США                                   | Бржецлав / Тренчин                    |
| 2024 | Канада (25)                           | Чехія                                 | Швеція                                | Едмонтон                              |
| 2025 | США (2)                               | Швеція                                | Канада                                | Брно / Тренчин                        |

## Медальний залік
| № | Країна      | Золото | Срібло | Бронза | Всього |
| 1 | Канада      | 25     | 3      | 2      | 30     |
| 2 | Росія/ СРСР | 5      | 4      | 9      | 18     |
| 3 | США         | 2      | 9      | 4      | 15     |
| 3 | Чехія       | 1      | 10     | 4      | 15     |
| 5 | Швеція      | 1      | 5      | 9      | 15     |
| 6 | Фінляндія   | 0      | 2      | 3      | 5      |
| 7 | Словаччина  | 0      | 1      | 2      | 3      |
| 8 | Японія      | 0      | 0      | 1      | 1      |